# Stephan László
Stephan László (László István) (Pozsony, 1913. február 25. – Kismarton, 1995. március 8.) katolikus pap, kismartoni püspök.

## Pályafutása
Magyar apa és horvát anya gyermekeként született; magyar, horvát és német nyelven is beszélt. Könnyen és jól beszélt magyarul. Édesapja elesett az első világháborúban, ezután édesanyjával Darázsfalura költözött, mely a trianoni békeszerződés után Ausztriához került. Gimnáziumi tanulmányait Kismartonban, a teológiát a Bécsi Egyetem hittudományi karán végezte, ahol doktorátust is szerzett. 1936. július 19-én szentelték pappá.
1939-ben a burgenlandi apostoli adminisztratúrára került.

### Püspöki pályafutása
1954. január 30-án metellopolisi címzetes püspökké és burgenlandi apostoli adminisztrátorrá nevezték ki. 1956. november 11-én szentelte püspökké Giovanni Battista Dellepiane ausztriai apostoli nuncius, Franz Jachym bécsi koadjutor püspök és Josef Schoiswohl seckaui püspök segédletével. Az 1956-os forradalom leverése után a tömegesen érkező menekültek lelki gondozásának és emberi gondjaik megoldásának felelőse lett, miután november 23-án XII. Piusz pápa apostoli vizitátornak nevezte ki, mely tisztséget 1983-ig viselte.
1960. augusztus 15-én az apostoli adminisztratúrát egyházmegye rangjára emelték Kismartoni egyházmegye néven, melynek október 14-én első püspöke lett. Sokat tett a magyar nyelvű lelkipásztori szolgálat kiterjesztéséért is, emellett elindított az ifjúság katolikus nevelését szolgáló intézményeket, segítette a papnevelést, a vallásos könyvkiadást és a kulturális hagyományok ápolását.